# Autariati

Confini dell'Illiria meridionale con Greci e Traci, e gli Autariati posizionati in alto a sinistra

Gli Autariati, Autariatae o Autariates (greco: Αὐταριάται) furono una popolazione che, per un certo periodo, divenne la più potente delle tribù illiriche. Il loro territorio veniva chiamato  in lingua greca Αὐταριατῶν χώρα. In seguito la tribù fu celtizzata.

## Storia
La mitologia greca attribuisce un progenitore agli Autariati, figlio di Illyrius, chiamato Autarieus (greco: Αὐταριεύς).
La comunità degli Autariati si unificò in una singola entità politica verso la fine del VI secolo a.C. Iniziarono ad espandersi verso est, occupando i territori controllati dai Triballi. Inoltre, si espansero a sud dove sconfissero gli Ardiaei, loro antichi rivali, nella lotta per il controllo di pascoli e sorgenti salate. Le attività degli Autariati a cavallo tra VI e V secolo a.C. influenzarono profondamente i popoli colpiti direttamente dal loro espansionismo. Gli Ardiaei furono spostati verso la costa, ed i Triballi ad est. L'espansione degli Autariati gli permise di ottenere il controllo egemonico su una parte della penisola balcanica interna. La classe dominante della società degli Autariati raggiunse il picco del suo sviluppo politico ed economico con la costruzione i grandi e lussuosi tumuli e tombe durante il V secolo a.C. Il commento di Strabone sugli Autariati diceva "un tempo la più grande e potente tribù illirica", e quasi sicuramente si riferiva a questo periodo. Il picco del loro sviluppo fu seguito da un graduale declino che terminò nel 310 a.C. con la loro improvvisa scomparsa a causa delle migrazioni celtiche.
Appiano di Alessandria (95 – 165) scrive che gli Ardiaei furono distrutti dagli Autariati, e che diversamente dagli Autariati avevano il potere sul mare. L'antico geeografo Strabone elenca gli Autariati come una delle tribù più forti, assieme ad Ardiaei e Dardani.  
Si pensa che le tribù degli Autariati e dei Celti Scordisci si siano fuse occupando la bassa valle della Morava, in Serbia, dopo il 313 a.C., dato che gli scavi archeologici hanno portato alla luce tombe di entrambi i popoli nello stesso luogo a Pecine, nei pressi di Kostolac. Nove tombe degli Autariati, databili al IV secolo a.C., assieme a quelle degli altri Celti, mostrano che i due gruppi si fusero piuttosto che combattersi, e che questo trasformò la bassa valle Morava in una zona di interazione celto-traco-illira.

## Pratiche culturali
Una delle pratiche più classiche degli Autariati consisteva nell'uccisione del loro esponente più debole e ferito. Questo impediva alle persone meno combattive di finire in mano ai nemici.
Gli Autariati hanno mantenuto nel tempo l'usanza di ardere i defunti nei tumuli, tecnica utilizzata fino alla fine della cultura di Glasinac. I reperti archeologici indicano che la vita religiosa degli Autariati era influenzata sia dal culto dei loro antenati sia dal culto del dio sole. Si possono trovare numerose prove del culto del sole in tutto il territorio un tempo controllato dagli Autariati. La loro economia era bassata sull'allevamento, sulla lavorazione dei metalli, sull'artigianato e sul commercio. A causa della necessità di ottenere i beni greci ed italici, questa tribù illirica strinse legami commerciali con Greci e popoli Italici tra il VII ed il VI secolo a.C.